# Cantón Santa Cruz la Unión
Cantón Santa Cruz la Unión är en ort i Mexiko.   Den ligger i kommunen Villa Comaltitlán och delstaten Chiapas, i den sydöstra delen av landet, 800 km sydost om huvudstaden Mexico City. Cantón Santa Cruz la Unión ligger 30 meter över havet och antalet invånare är 828.
Terrängen runt Cantón Santa Cruz la Unión är platt åt sydväst, men åt nordost är den kuperad. Runt Cantón Santa Cruz la Unión är det ganska tätbefolkat, med 80 invånare per kvadratkilometer. Närmaste större samhälle är Huixtla, 14,7 km öster om Cantón Santa Cruz la Unión. Omgivningarna runt Cantón Santa Cruz la Unión är en mosaik av jordbruksmark och naturlig växtlighet.